# West Nyack
West Nyack est une agglomération (et un census-designated place ou CDP) dans le comté de Rockland (État de New York). Sa population est de 3439 habitants (au recensement de 2010). 

## Source
- (en) Cet article est partiellement ou en totalité issu de l’article de Wikipédia en anglais intitulé « West Nyack, New York » (voir la liste des auteurs).